# Armée ashantie
 (juillet 2024).
La mise en forme du texte ne suit pas les recommandations de Wikipédia : il faut le « wikifier ».
Les points d'amélioration suivants sont les cas les plus fréquents. Le détail des points à revoir est peut-être précisé sur la page de discussion.
- Les titres sont pré-formatés par le logiciel. Ils ne sont ni en capitales, ni en gras.
- Le texte ne doit pas être écrit en capitales (les noms de famille non plus), ni en gras, ni en italique, ni en « petit »…
- Le gras n'est utilisé que pour surligner le titre de l'article dans l'introduction, une seule fois.
- L'italique est rarement utilisé : mots en langue étrangère, titres d'œuvres, noms de bateaux, etc.
- Les citations ne sont pas en italique mais en corps de texte normal. Elles sont entourées par des guillemets français : « et ».
- Les listes à puces sont à éviter, des paragraphes rédigés étant largement préférés. Les tableaux sont à réserver à la présentation de données structurées (résultats, etc.).
- Les appels de note de bas de page (petits chiffres en exposant, introduits par l'outil «  Source ») sont à placer entre la fin de phrase et le point final[comme ça].
- Les liens internes (vers d'autres articles de Wikipédia) sont à choisir avec parcimonie. Créez des liens vers des articles approfondissant le sujet. Les termes génériques sans rapport avec le sujet sont à éviter, ainsi que les répétitions de liens vers un même terme.
- Les liens externes sont à placer uniquement dans une section « Liens externes », à la fin de l'article. Ces liens sont à choisir avec parcimonie suivant les règles définies. Si un lien sert de source à l'article, son insertion dans le texte est à faire par les notes de bas de page.
- La présentation des références doit suivre les conventions bibliographiques. Il est recommandé d'utiliser les modèles {{Ouvrage}}, {{Chapitre}}, {{Article}}, {{Lien web}} et/ou {{Bibliographie}}. Le mode d'édition visuel peut mettre en forme automatiquement les références.
- Insérer une infobox (cadre d'informations à droite) n'est pas obligatoire pour parachever la mise en page.

Pour une aide détaillée, merci de consulter Aide:Wikification.
Si vous pensez que ces points ont été résolus, vous pouvez retirer ce bandeau et améliorer la mise en forme d'un autre article.
L'Empire ashanti est un empire et un royaume Akan de 1701 à 1957, dans l'actuel Ghana. L'Armée de l'Empire ashanti, ou Armée ashantie, s'est formée pour la première fois vers la fin du XVIIe siècle en réponse à l'assujettissement du royaume de Denkyira. Elle sert de principale force armée de l'empire jusqu'à sa dissolution en 1901 qui transforme le royaume Ashanti en colonie de la Couronne britannique. En 1701, le roi Osei Kofi Tutu Ier obtient l'indépendance Ashanti de Denkyira lors de la bataille de Feyiase et mène une politique expansionniste.
L'armée Ashanti avant le XVIIIe siècle utilise principalement des arcs avec des flèches empoisonnées, des épées, des lances et des javelots. Le roi Osei Tutu I institue des réformes dans l'armée telles que l'adoption de tactiques militaires utilisées par d'autres royaumes Akan. Grâce au commerce avec les Européens sur la côte, les Ashanti intègrent les armes à feu et de l'artillerie. Au XIXe siècle, l’armée est principalement équipée de mousquets et de fusils. Le transport à travers les plans d’eau est réalisé grâce à l’utilisation de canoës. L'armée est également accompagnée d'ingénieurs militaires. La cavalerie n'a pas été adoptée aux côtés de l'infanterie Ashanti. Afin de mobiliser le personnel de l'armée, les volontaires et les contingents des affluents ont été complétés par un noyau de soldats professionnels. Les Ashanti ont développé diverses tactiques telles que l'encerclement et le mouvement en tenaille.

## Histoire
Les Ashanti sont à l'origine centrés sur des clans (Abusua) dirigés par un chef suprême ou Omanhene. Les clans ne disposent pas d’une armée permanente et organisée fonctionnant selon une chaîne de commandement centralisée. Les clans Ashanti sont devenus les tributaires d'un autre État Akan, Denkyira, qui exerce une influence sur une grande partie de la région. Au milieu du XVIIe siècle, les Oyoko, un clan Ashanti dirigé par le chef Nana Oti Akenten, auraient été les premiers à parvenir à l'unification militaire des clans ,.

### Guerre d'indépendance
Dans les années 1670, le chef du clan Oyoko et successeur de Nana Akenten, Obiri Yeboa, entreprend de consolider les clans via la diplomatie et la guerre. Cependant il échoue et Osei Kofi Tutu Ier lui succède. Il reprend une politique similaire en s'appuyant sur ses apprentissages dans les cour de Denkyira et d'Akwamu. Osei Tutu I et son conseiller en chef, Okomfo Anokye, ont dirigé une coalition de cités-États Ashanti contre Denkyira. La coalition a vaincu Denkyira lors de la bataille de Feyiase en 1701, qui a marqué la montée de l'État Ashanti,.

### Réformes sous Osei Tutu I
Osei Tutu a centralisé la confédération des États Akan afin d'organiser et de professionnaliser l'armée. Il a également élargi les pouvoirs du système judiciaire au sein du gouvernement centralisé. Finalement, la confédération lâche de petites cités-États s’est unifiée en un royaume et s’est transformée en empire. Les zones nouvellement conquises avaient la possibilité soit de rejoindre l'empire Ashanti, soit de devenir des États tributaires.
Osei Tutu a fortement insisté sur l'organisation militaire des États de l'Union Akan avant la guerre avec Denkyira. Il a adopté l'organisation militaire des alliés Ashanti, Akwamu, et a perfectionné l'armée de l'Union pour en faire une unité de combat efficace. Osei Tutu a amélioré la stratégie de combat de l'armée de l'Union grâce à l'introduction de la formation en tenaille grâce à laquelle les soldats attaquaient par la gauche, la droite et l'arrière. Cette formation fut ensuite adoptée par plusieurs autres royaumes de la Gold Coast. L'armée Ashanti déclina en 1901 après la défaite de l'empire par les Britanniques à la suite de la guerre du Tabouret d'Or.

## Organisation

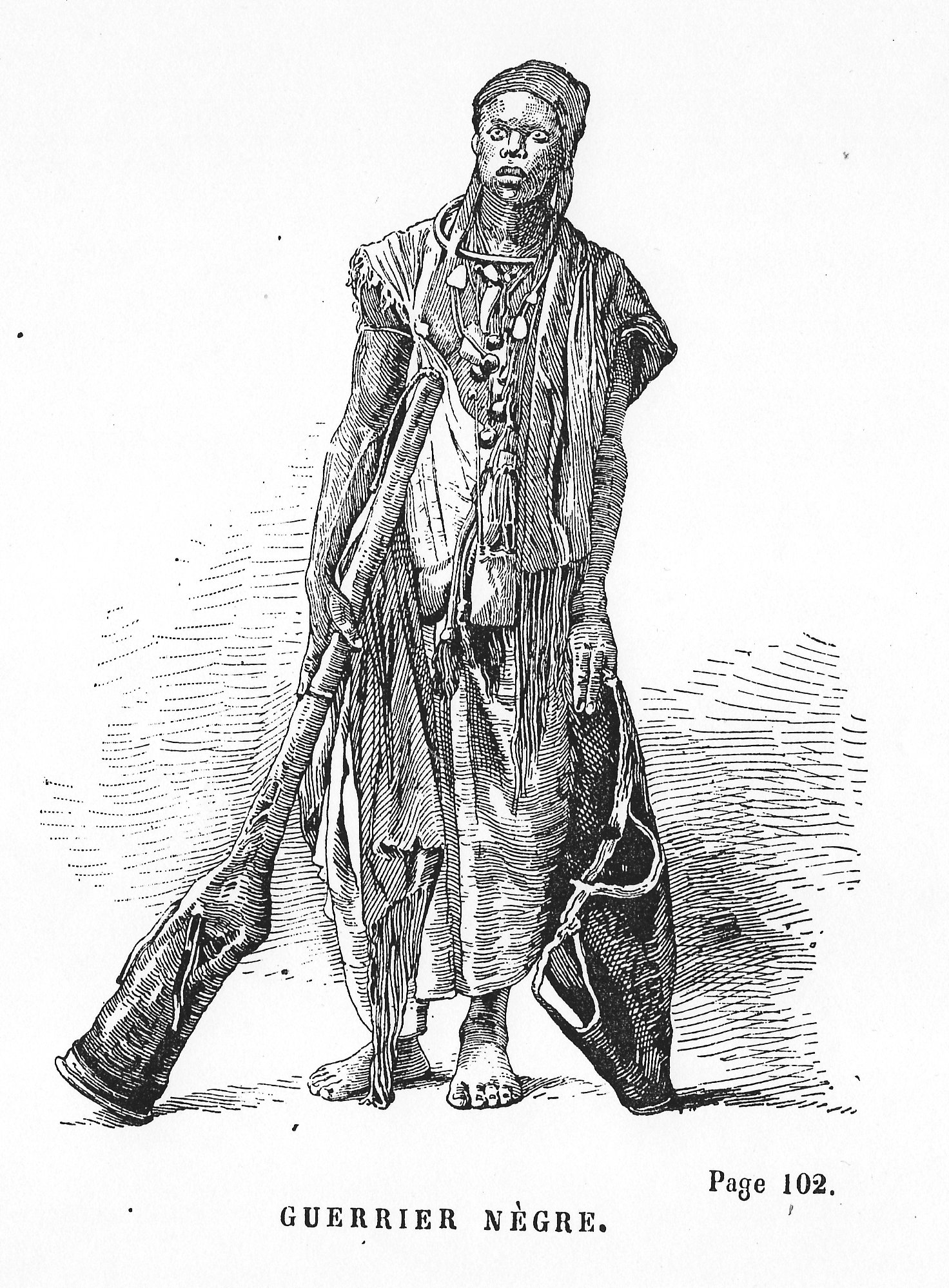
Fantassin Ashanti

L'Asantehene est le commandant en chef de l'armée Ashanti. Une taxe de guerre est payée par tous les citoyens Ashanti de plus de 18 ans pour couvrir les dépenses de guerre. L'armée de l'Empire Ashanti est organisée en 6 parties. Chacune avait diverses sous-divisions. L'organisation de l'armée Ashanti est basée sur les systèmes militaires Akan locaux tels que l'organisation de l'armée Akwamu. Les six parties de l'armée Ashanti sont :
1. Scouts (akwansrafo)
2. Avant-garde (twafo)
3. Corps principal (adonten)
4. Garde du corps personnel (gyase)
5. Arrière-garde (kyidom)
6. Deux ailes gauche (benkum) et à droite (nifa). Chaque aile ayant deux formations : droite et moitié droite (nifa nnaase), gauche et moitié gauche (benkum nnaase)

Au combat, l'armée utilisait l'avant-garde, le corps principal, l'arrière-garde et les ailes droite et gauche en mouvement. Cette organisation a permis aux généraux Ashanti de manœuvrer leurs forces avec flexibilité. Des opérations de reconnaissance et de poursuite ont été menées par les éclaireurs. Les éclaireurs sont composés de chasseurs professionnels qui utilisaient leur adresse au tir pour tirer sur les forces ennemies qui avançaient en réponse à la détection par l'ennemi. Cela est souvent exécuté depuis un perchoir haut dans les arbres. Afin d'attirer les forces ennemies et de les obliger à révéler leurs positions dans le feuillage de la jungle, les éclaireurs portaient de longs bâtons de bois munis de crochets au bout qu'ils utilisaient pour secouer les arbres comme si quelqu'un s'y trouvait. Les scouts n'avaient pas le droit de participer à des combats prolongés. Après avoir échangé quelques coups de feu avec l'ennemi, ils se retirèrent grâce à la vague suivante de troupes qui sont les avant-gardes. L'avant-garde pourrait également servir de troupes d'assaut initiales ou de troupes d'appât pour amener l'ennemi à révéler sa position et sa force. Le gyaseou des gardes personnels protégeaient le roi ou les nobles de haut rang sur le champ de bataille. L'arrière-garde peut cependant fonctionner pour la poursuite ou comme échelon de réserve. Les deux ailes ont contribué à la tactique des Ashanti pendant la bataille en encerclant la force adverse ou en frappant à l'arrière.
Les actes d’audace individualisés sont encouragés, comme se précipiter à découvert pour décapiter des ennemis morts ou blessés. Un décompte de ces trophées fut présenté au général commandant après la fin de l'engagement. Les soldats qui tentaient de fuir le combat sont tenus en échec par les porteurs d'épées qui les fouettaient avec de lourdes épées. Les soldats Ashanti devaient mémoriser le dicton suivant : « Si j'avance, je meurs ; si je fuis, je meurs. Mieux vaut aller de l'avant et mourir dans la bouche de la bataille. »

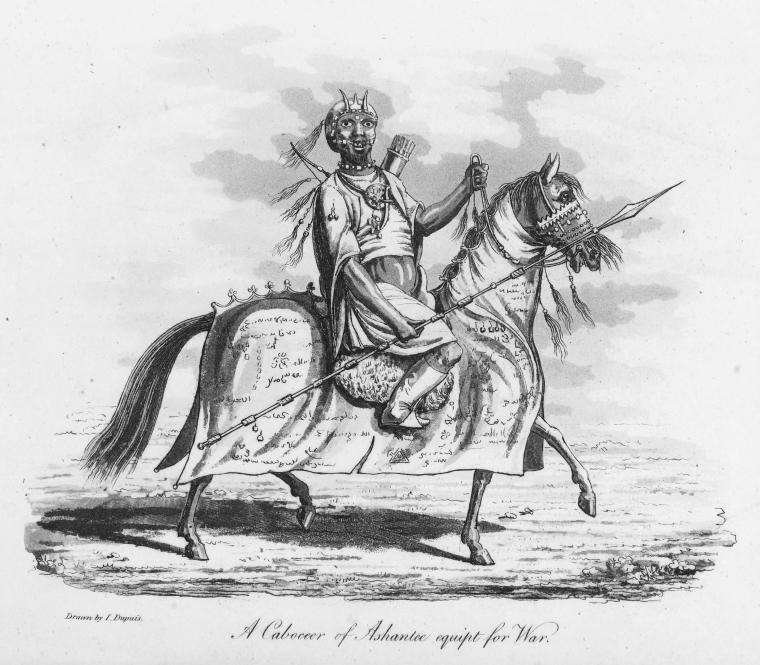
Caboceer (chef) d'Ashanti équipé pour la guerre. L'image a été gravée au début du XIXe siècle

L'ankobiaou ou police spéciale représentent les forces spéciales et gardes rapprochés de l'Asantehene. Ils ont servi de source de renseignements pour réprimer la rébellion. Les chevaux ont été introduits dans l'État vers le XVIIIe siècle. Des chevaux ont survécu à Kumasi, contrairement à la zone forestière du sud, grâce à la présence de la mouche tsé-tsé. Edgerton écrit que bien que les officiers de haut rang Ashanti montaient à cheval avec la hauteur des officiers européens, une cavalerie n'a pas été développée pour l'armée Ashanti. Thornton ajoute que les Ashanti ont capturé et monté des chevaux après une campagne contre les États du nord au XVIIIe siècle. Cette tentative de former une cavalerie s'est avérée inefficace, ce que Thornton présente comme étant ; "... bien qu'ils puissent difficilement constituer une cavalerie efficace et qu'ils auraient tous été tués au cours d'un seul engagement." Les canoës sont utilisés pour le transport des troupes sur les rivières. Le capitaine britannique Brackenbury a décrit un débarquement amphibie des troupes Ashanti à la fin du XIXe siècle sur Assin. Il a estimé que deux ferries de bateaux ont traversé la rivière Pra avec 12 000 hommes en cinq jours à raison de 30 hommes par bateau et quatre voyages par heure. Fait rare parmi les armées africaines, les Ashanti ont également déployé des unités de personnel médical derrière les forces principales, chargées de soigner les blessés et d'évacuer les morts. Un corps médical à plein temps a été créé en tant que branche de l'armée Ashanti à la fin du XIXe siècle.

### Mobilisation, recrutement et logistique
Un petit noyau de guerriers professionnels est complété par des levées de paysans, des volontaires et des contingents des forces alliées ou des royaumes tributaires. Regroupés sous des commandants compétents tels qu'Osei Tutu et Opoku Ware, ces armées ont commencé à étendre l'empire Ashanti au XVIIIe siècle jusqu'au XIXe siècle, se déplaçant des profondeurs de l'intérieur des terres jusqu'aux bords de l'Atlantique. En 1820, une source britannique estimait que les Ashanti pourraient déployer au combat un potentiel de 80 000 soldats, dont 40 000 pourraient en théorie être équipés de mousquets ou de tromblons.
Les esclaves marchaient derrière le gros de l’armée, portant des provisions sur la tête. L'armée est également accompagnée de charpentiers chargés de construire des abris, de forgerons pour réparer les armes et de cantiniers pour vendre de la nourriture et des boissons. Certaines épouses suivaient leurs maris à la guerre où elles cuisinaient pour eux au camp et leur fournissaient de l'eau pendant la bataille. Pour Thornton, les Grandes Routes ont joué un rôle dans la guerre Ashanti. Ces routes ont permis le déploiement rapide de l'armée et ont nié les tactiques des opposants d'Ashanti qui profitaient de la forêt dans leurs campagnes contre l'État.

## Équipement

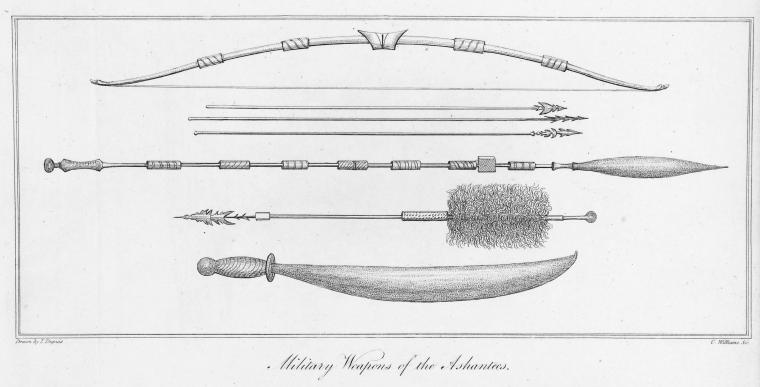
"Armes des Ashanti" gravées en 1824 par James Wyld I

### Armement
Avant l’unification des clans Ashanti en un seul royaume et empire, l’arc, le bouclier et la flèche sont les armes de choix. Après la conquête de Denkyira en 1701, Osei Tutu Ier établit des contacts commerciaux avec des marchands européens sur la côte par lesquels il permit la fourniture d'armes à feu. Les Ashanti se sont familiarisés avec les armes à feu au XVIIIe siècle. La majorité des troupes Ashanti sont armées d'une variété d'armes à feu, notamment le mousquet commercial européen standard. Richards argumente sur le succès d'Ashanti avec des mousquets à long canon qui, selon lui, ont apporté un changement dans la guerre autour de l'arrière-pays de la Gold Coast dans les années 1740. Vers 1742, l'armée Ashanti a vaincu les Akyem avec des mousquets hollandais dont les canons mesuraient 5 à 6 pieds de long en comparaison avec les canons courts d'Akyem qui semblaient longs de 3 à 4. Cette victoire a conduit à une forte demande pour ce type de mousquets dans la région.
Une poignée d'Ashanti sont équipés de fusils Snider-Enfield britanniques modernes à chargement par la culasse. Des rapports britanniques de 1878 à 1881 estimaient que les Ashanti disposaient d'un total de 1 000 à 5 000 fusils modernes. En outre, ils employèrent 1 000 mousquets français à âme lisse, utilisés à l'origine en 1814 lors de la bataille de Waterloo. Cependant, les armes Ashanti sont obsolètes par rapport aux armes à feu européennes de premier rang. Le général Nkwanta, chef du conseil général de l'armée Ashanti, aurait procédé à une évaluation détaillée des nouvelles armes à feu européennes à chargement par la culasse en 1872-1873 et aurait été alarmé par l'obsolescence des mousquets Ashanti par rapport à leurs homologues européens. La poudre de bonne qualité est rare. La plupart des hommes armés n'ont pas utilisé de ouate pour compacter la poudre dans les barils, mais l'ont simplement déversée en y ajoutant diverses balles de plomb, des clous, des morceaux de métal ou même des pierres. Cela produisait un spectacle pyrotechnique impressionnant mais exigeait que les adversaires soient à courte portée.
Les armes disponibles ainsi que les pochettes pour munitions sont soigneusement protégées par des housses en peau de léopard ou en cuir. Les soldats transportaient à portée de main trente à quarante charges de poudre à canon, emballées individuellement dans de petites caisses en bois pour un chargement rapide. La ceinture en peau de daim portée par les soldats fournissait des armes alternatives telles que plusieurs types de couteaux et de machettes.

### Artillerie
Le roi Ashanti, Kwaku Dua, a signé un accord militaire prévoyant la fourniture annuelle de troupes Ashanti à l'armée royale des Indes orientales néerlandaises en échange de pièces d'artillerie néerlandaises. Les fournisseurs hollandais fournissaient au roi Ashanti des canons immobiles sur des navires plutôt que des chariots de campagne,. Il existait à Kumasi, une Place des Canons qui abritait un trophée de Canons Hollandais. Ils ont été capturés à Denkyira après qu'Ashanti soit sorti victorieux de la bataille de Feyiase.

### Tenue
La plupart des combattants portaient un batakari fabriqué à partir de matériaux comprenant des charmes et des amulettes originaires de Dagbon. Les Ashanti croyaient que ces charmes les rendaient invulnérables. Bowdich a décrit le soldat ordinaire au XIXe siècle comme suit :

« Leurs bonnets étaient en peau de pangolin et de léopard, les queues pendaient derrière ; leurs ceintures de cartouchières (composées de petites calebasses qui contiennent les charges, et couvertes de peau de léopard ou de porc) étaient embossées de coquilles rouges, et de petites cloches de laiton y étaient épaissies ; sur leurs hanches et leurs épaules, il y avait un faisceau de couteaux ; Les chaînes et les colliers de fer donnaient de la dignité aux plus audacieux, qui en étaient plus fiers que de l'or ; leurs mousquets étaient munis d'appuis en peau de léopard, et les serrures étaient recouvertes de la même matière ; les côtés de leurs visages étaient curieusement peints de longues traînées blanches, et leurs bras étaient également rayés, ce qui leur donnait l'apparence d'une armure. ... »

— Bowdich.
Il a également décrit l'apparence du capitaine de guerre en 1817 comme suit :

« La tenue des capitaines était une coiffe de guerre, avec des cornes de bélier dorées en saillie sur le devant, les côtés prolongés au-delà de toute proportion par d'immenses panaches de plumes d'aigle, et attachée sous le menton par des bandes de cauris. Leur veste était d'étoffe rouge, couverte de fétiches et de saphis d'or et d'argent, et d'étuis brodés de presque toutes les couleurs, qui claquaient contre leur corps lorsqu'ils se déplaçaient, entremêlés de petites cloches de cuivre, de cornes et de queues d'animaux, de coquillages et de couteaux ; de longues queues de léopard pendaient dans leur dos, au-dessus d'un petit arc recouvert de fétiches. Ils portaient des pantalons de coton amples et d'immenses bottes de cuir rouge terne qui leur arrivaient à mi-cuisse et qui étaient attachées par de petites chaînes à leur cartouchière ou à leur ceinture ; ces dernières étaient également ornées de cloches, de queues de cheval, de chaînes d'amulettes et d'innombrables lambeaux de cuir ; un petit carquois de flèches empoisonnées pendait à leur poignet droit et ils tenaient entre leurs dents une longue chaîne de fer à l'extrémité de laquelle était fixé un morceau d'écriture mauresque. Dans leur main gauche, ils tenaient une petite lance recouverte d'une étoffe rouge et de glands de soie ; leur visage noir rehaussait l'effet de cet accoutrement et complétait une silhouette à peine humaine..... »

— Bowdich.
L'universitaire Manu-Osafo soutient que le mythe sur l'invulnérabilité des batakari à repousser les balles a été alimenté par la faible précision des armes à feu au cours de cette période. De plus, les pochettes en cuir et les étuis métalliques de la tenue présentaient la tenue de guerre comme étant lourde, dense et impénétrable. Edgerton, quant à lui, déclare que l'armée Ashanti ne disposait pas d'un seul uniforme formel pour la guerre, car ses forces s'habillaient de manière distinctive.

## Tactiques de combat
Le système tactique Ashanti a été décentralisé afin de s'adapter au terrain forestier épais de l'Afrique de l'Ouest. La croissance des jungles a souvent empêché des affrontements à grande échelle impliquant des milliers de soldats en plein air. Les méthodes tactiques Ashanti impliquaient des sous-unités plus petites, des mouvements constants, des sous-mouvements, des embuscades et des frappes et contre-attaques plus dispersées. Cependant, lors d'un incident inhabituel survenu en 1741, les armées d'Asante et d'Akyem sont convenues de planifier une bataille tout en assignant conjointement quelque 10 000 hommes à abattre des arbres pour faire de la place à un affrontement à grande échelle. Les Ashanti ont gagné cette rencontre .
Un commentaire britannique de 1844 déclarait que la tactique des Ashanti impliquait de couper un certain nombre de sentiers dans la brousse afin d'approcher et d'encercler la force ennemie. L'armée Ashanti s'est formée en ligne et a attaqué l'ennemi après avoir atteint le point de barrage initial. D'autres récits britanniques décrivent l'utilisation de colonnes convergentes par l'armée Ashanti, plusieurs colonnes parallèles en marche se rejoignant en une seule force de frappe générale, manœuvrant avant le combat. La stratégie des colonnes convergentes a été utilisée par Napoléon Bonaparte lors des guerres napoléoniennes ainsi que par les Britanniques dans leur guerre contre les Ashanti vers 1873-1874. La « marche divisée, combattez ensemble » est la raison d'être originelle de la division. Ces tactiques standardisées avaient souvent abouti à la victoire des Ashanti. Au combat, les troupes Ashanti portaient leurs canons exactement selon le même angle, avant de se tourner vers l'ennemi et de tirer des salves sur commande. Les éclaireurs protégeaient l'armée ennemie alors qu'elle marchait en colonnes, puis se retiraient à mesure que l'ennemi se rapprochait. Au début du combat, l'avant-garde avançait en 2 ou 3 longues lignes, déchargeait ses mousquets et s'arrêtait pour recharger. La deuxième ligne avancerait alors pour tirer et recharger. Une troisième ligne arrière répéterait alors le cycle avance-feu-rechargement. Cette tactique de « tir roulant » a été répétée jusqu'à ce que l'avancée soit stoppée. Les manœuvres de flanc faisaient également partie des tactiques Ashanti. Iliffe et Smith ont fait remarquer que certaines forces Ashanti pouvaient tirer depuis l'épaule. En 1820, Joseph Dupuis écrivait que les Ashanti sont « entraînés à tirer avec célérité comme nous utilisons nous-mêmes le mousquet ».

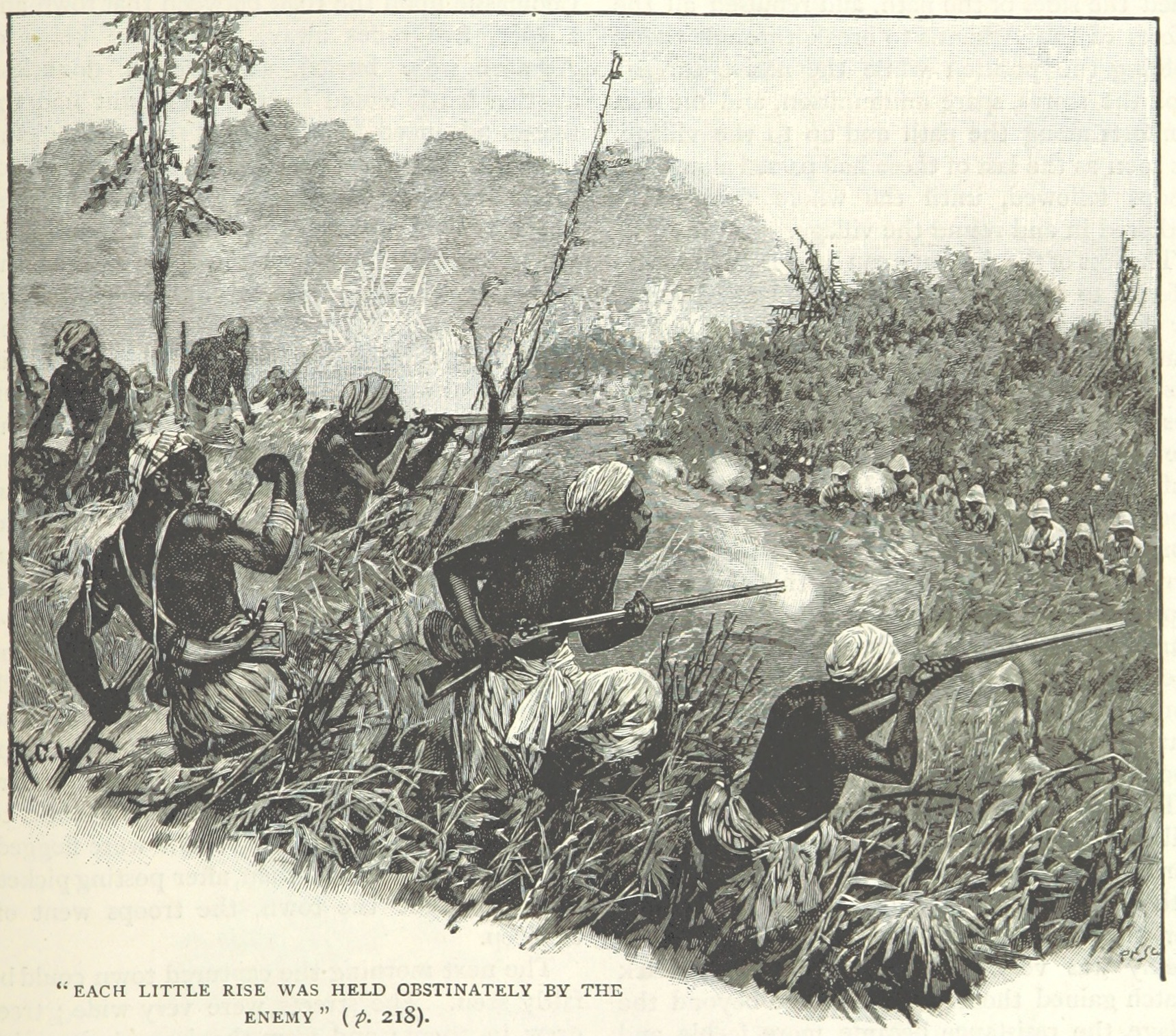
Scène de la troisième guerre anglo-ashanti de 1874

Les Ashanti ont également utilisé des tactiques de marteau et d'enclume dans des guerres telles que la troisième guerre anglo-ashanti. En 1874, une puissante force britannique dirigée par Sir Garnet Wolseley, armée de fusils et d'artillerie modernes, envahit le territoire de l'empire Ashanti. Les Ashanti n'ont pas affronté les envahisseurs immédiatement et n'ont fait aucun effort majeur pour interdire leurs longues et vulnérables lignes de communication à travers la jungle. Leur plan semblait être d'attirer les Britanniques profondément dans leur territoire, contre une forte enclume défensive centrée sur la ville d'Amoaful. Ici, les Britanniques seraient attachés, tandis que les éléments d'aile manœuvrant tournaient vers l'arrière, les piégeant et les coupant. Certains historiens (Farwell 2001) notent que cette approche est une stratégie de combat traditionnelle des Ashanti et qu'elle est également courante dans certaines armées africaines. Au village d'Amoaful, les Ashanti réussirent à attirer leurs adversaires, mais ne purent progresser contre la puissance de feu moderne des forces britanniques, qui déployèrent un barrage de tirs pour accompagner l'avancée de l'infanterie sur les carrés. Ces tirs d'artillerie ont fait de lourdes conséquences sur les Ashanti, mais ils ont laissé une force de blocage centrale en place autour du village, tout en déclenchant une vaste attaque de flanc sur la gauche, qui a presque enveloppé la ligne britannique et réussi à pénétrer dans certains carrés d'infanterie. Cependant, les armes Ashanti sont médiocres par rapport aux armes britanniques modernes. Comme l’a souligné un participant :
"Les Ashantees se sont tenus admirablement et ont entretenu l'un des incendies les plus violents que j'ai jamais subis. Tout en s’opposant à notre attaque avec un nombre immédiatement supérieur, ils ont continué à envelopper notre gauche avec une série constante d’attaques de flanc bien dirigées. » 
Wolesey avait anticipé les formations Ashanti en « fer à cheval » et avait renforcé les flancs britanniques avec les meilleures unités et une puissance de feu renforcée. Il a pu déplacer cette puissance de feu vers les secteurs menacés pour contrecarrer les manœuvres ennemies, vaincre leurs éléments de marteau et d'enclume et forcer ses adversaires à battre en retraite. Une autopsie de combat britannique rend hommage au commandant Ashanti tué pour son leadership tactique et son utilisation du terrain :
« Le grand chef Amanquatia faisait partie des tués. Une compétence admirable a été démontrée dans le poste choisi par Amanquatia, et la détermination et le sens général dont il a fait preuve dans la défense ont pleinement confirmé sa grande réputation de tacticien compétent et de vaillant soldat ». (Charles Rathbone Low)

### Siège et ingénierie
Lors d'un siège d'un fort britannique pendant les guerres anglo-ashanti, les Ashanti ont tiré sur les défenseurs, ont coupé les fils télégraphiques pour limiter les communications, ont bloqué les approvisionnements alimentaires et ont attaqué les colonnes de secours. L'Empire Ashanti a construit de puissantes palissades en rondins à des points clés. Cela a été utilisé dans les guerres ultérieures contre les Britanniques pour bloquer les avancées britanniques. Certaines de ces fortifications mesuraient plus de cent mètres de long, avec de lourds troncs d'arbres parallèles. Ils sont insensibles à la destruction par les tirs d’artillerie. Derrière ces palissades, de nombreux soldats Ashanti sont mobilisés pour contrôler les mouvements ennemis. Bien que formidables dans leur construction, bon nombre de ces points forts ont échoué parce que les fusils, la poudre et les balles Ashanti fournissaient peu de puissance meurtrière soutenue en défense. Les troupes britanniques ont vaincu ou contourné les palissades en montant des charges à la baïonnette, après avoir lancé quelques tirs de couverture.
Des tromblons en laiton ont été produits dans certains États de la Gold Coast, notamment dans l'empire Ashanti, aux XVIIIe et XIXe siècles,. Divers récits indiquent que les forgerons Asante sont non seulement capables de réparer les armes à feu, mais que les canons, les serrures et les crosses sont parfois refaits. Outre la production locale d'armes à feu, de la poudre à canon aurait pu être préparée à Ashanti.

## Voir également
- Guerres anglo-ashanti
- Guerre Ashanti-Fante
- Impi